# Brug bij Stolkertsijver
De brug bij Stolkertsijver ligt in de Oost-Westverbinding over de rivier Commewijne in Suriname. Het ligt in het oosten van het district Commewijne met aan de rechteroever Stolkertsijver.

## Bouw
Over de bouw van de brug werd in juni 1970 al gesproken, waarbij financiering uit een nieuw EEG-fonds zou moeten komen. Het duurde echter nog meer dan drie jaar voordat in september 1973 de aanbesteding uitgeschreven werd. In september 1977 waren er financiële problemen waardoor uitblijvende betalingen aan het ingenieursbureau Rustwijk en Rustwijk de afbouw van de brug in gevaar brachten. De bouw werd niettemin afgerond en de brug werd op 29 juni 1979 voor het publiek opengesteld.

## Binnenlandse Oorlog
Nabij de brug bevond zich een legerplaats van het Nationaal Leger die in juli 1986, ten tijde van de Binnenlandse Oorlog, door het Junglecommando van Ronnie Brunswijk werd overvallen. Brunswijk maakte hierbij wapens en materiaal buit. De aanval luidde het begin in van de acties van het Junglecommando tegen het leger. Het leger behield de brug wel in haar bezit en versterkte de verdediging met een garnizoen omwille van de strategische ligging. De commandopost werd in februari 1991 opgeheven, toen de oorlog op zijn einde liep.

## Galerij

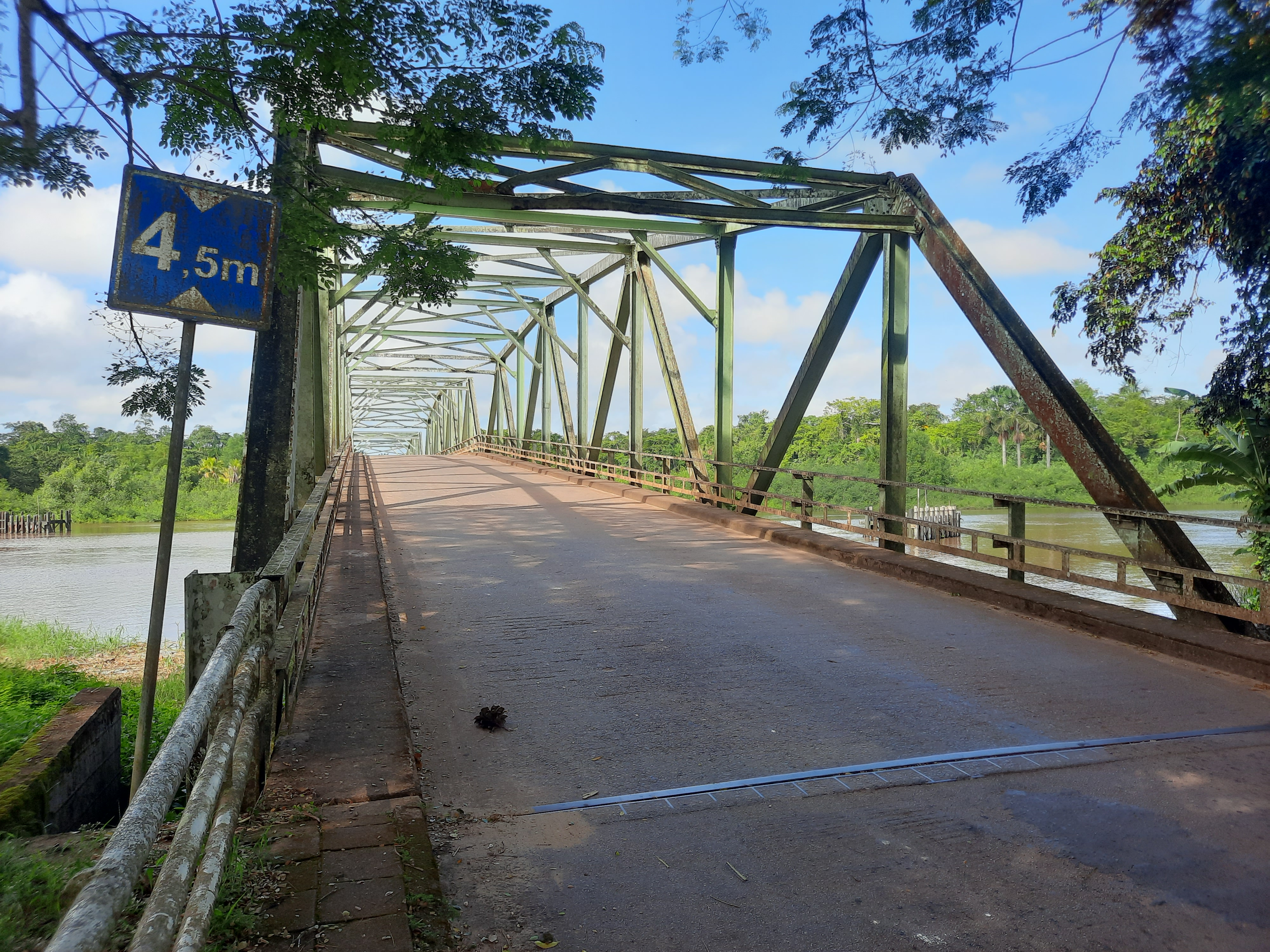
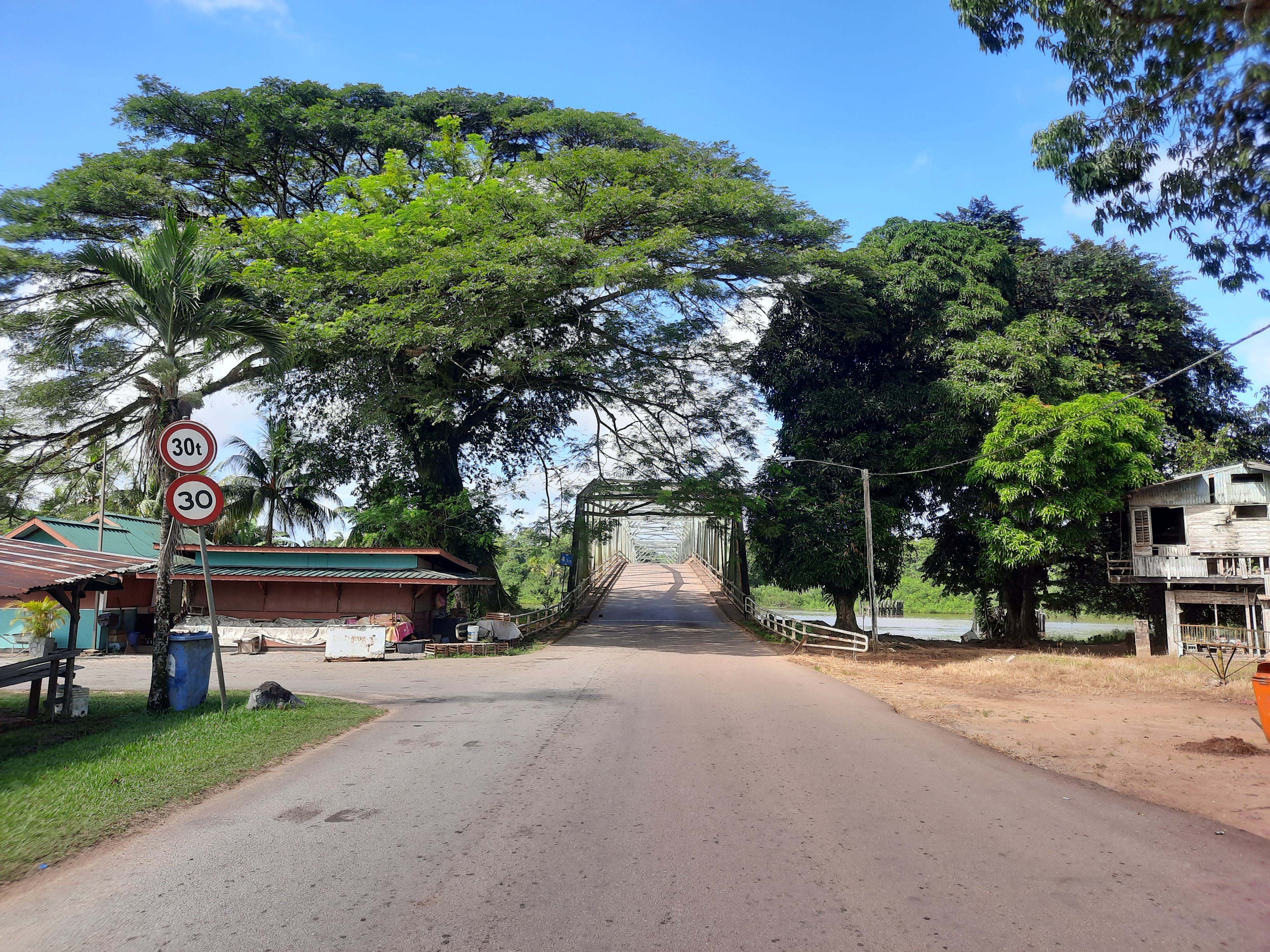